# Čadca
Čadca é uma cidade da Eslováquia, situada no distrito de Čadca, na região de Žilina. Tem 56,79 km² de área e sua população em 2018 foi estimada em 24.114 habitantes.

## Demografia
| Ano:        | 1994   | 2004   | 2014   | 2024   |
| ----------- | ------ | ------ | ------ | ------ |
| Broj ljudi: | 26 359 | 26 269 | 24 670 | 22 307 |
| Razlika:    |        | -0,34% | -6,08% | -9,57% |

| Ano:               | 2023   | 2024   |
| ------------------ | ------ | ------ |
| Número de pessoas: | 22 580 | 22 307 |
| Diferença:         |        | -1,20% |